# Iwan Smilenow
Iwan Smilenow (bulgarisch Иван Смиленов; * 4. April 1966 in Welingrad) ist ein ehemaliger bulgarischer Skilangläufer.

## Werdegang
Smilenow trat international erstmals bei den Junioren-Skiweltmeisterschaften 1985 in Täsch in Erscheinung. Dort errang er den 46. Platz über 15 km. Bei den Olympischen Winterspielen 1988 in Calgary belegte er den 36. Platz über 30 km klassisch und zusammen mit Swetoslaw Atanassow, Atanas Simittschiew und Todor Machow den 12. Rang in der Staffel. Bei den Nordischen Skiweltmeisterschaften 1989 in Lahti kam er auf den 55. Platz über 30 km klassisch und auf den 39. Rang über 15 km klassisch und bei den Nordischen Skiweltmeisterschaften 1991 im Val di Fiemme auf den 44. Platz über 30 km klassisch und auf den 40. Rang über 10 km klassisch. Im folgenden Jahr lief er bei den Olympischen Winterspielen in Albertville auf den 55. Platz über 10 km klassisch, auf den 53. Rang über 30 km klassisch und zusammen mit Iskren Plankow, Petar Sografow und Slawtscho Batinkow auf den 13. Platz in der Staffel.